# Parafia Trójcy Przenajświętszej w Wysokiem
Parafia Trójcy Przenajświętszej w Wysokiem – rzymskokatolicka parafia znajdująca się w diecezji pińskiej, w dekanacie brzeskim, na Białorusi.

## Historia
Drewniany kościół katolicki w Wysokiem Litewskim wzniesiono w 1541 kosztem właściciela miasteczka Ławryna Woyny. Jego syn Andrzej w 1603 ufundował murowaną świątynię (według podania drewniany kościół został spalony przez obce wojska). 22 sierpnia 1609 konsekrował ją biskup łucki Paweł Wołucki. W 1774 przy kościele wybudowano szkołę parafialną, a w 1785 klasztor bonifratrów ze szpitalem fundacji kanclerza wielkiego litewskiego Aleksandra Michała Sapiehy. Bonifratrzy zostali usunięci z klasztoru po powstaniu listopadowym. W XIX w. parafia należała do dekanatu brzeskiego. W 1895 liczyła 1942 wiernych.
Kościół był kilkukrotnie odnawiany i przebudowywany przez właścicieli miasteczka. Obecny wygląd zawdzięcza głównie przebudowie w 1772. Umieszczono w nim kaplice grobową Sapiehów.
Prócz kościoła istnieje zachowana do dziś kaplica św. Barbary z 1772. W XIX w. nieużywany budynek stanowił archiwum akt kilku skasowanych przez carat parafii. Podczas ich badań odnaleziono oryginalne metryki chrztu króla Polski Stanisława Augusta Poniatowskiego oraz prymasa Polski Michała Jerzego Poniatowskiego z parafii w Wołczynie. Parafia posiadała także kaplicę filialną w Śwityczach, w 1895 już nieistniejącą.